# Петровці (Сергинське сільське поселення)
Петро́вці (рос. Петровцы) — присілок в Балезінському районі Удмуртії, Росія.

## Населення
Населення — 2 особи (2010; 3 в 2002).
Національний склад станом на 2002 рік:
- росіяни — 100 %